# Pilumnoididae
De Pilumnoididae is een familie van de superfamilie Pseudozioidea uit de infraorde krabben (Brachyura). 

## Systematiek
Er wordt in deze familie twee geslachten ondergebracht:
- Pilumnoides Lucas, 1844
- Setozius Ng & Ahyong, 2013